# Hong Kyung
Hong Kyung (Hangul: 홍경), es un actor surcoreano.

## Biografía
Se entrenó en la Universidad de Hanyang (en inglés: "Hanyang University") en drama y cine.

## Carrera
Es miembro de la agencia "J-Wide Company".
En julio del 2017 se unió al elenco recurrente de la serie School 2017, donde interpretó al estudiante Won Byung-goo, el despistado amigo de Hyun Tae-woon (Kim Jung-hyun) que a menudo visto tomando leche de fresa.
En diciembre del mismo año se unió al elenco recurrente de la serie Jugglers, donde dio vida a Jwa Tae-yi, el hermano menor de Jwa Yoon-yi (Baek Jin-hee), un joven que tiene múltiples trabajos y que siempre está ansioso.
En julio del 2018 realizó dos apariciones especiales en la serie Life on Mars, donde interpretó al paciente psiquiátrico Oh Young-soo, alias "E.T." de joven (en 1988).
El 21 de julio del 2019 realizó una aparición en el cuarto episodio de la serie Hotel Del Luna donde dio vida a un panadero.
El 10 de junio de 2020 apareció en la película Innocence, donde interpretó a Ahn Jung-soo, el hermano menor de Ahn Jung-in (Shin Hye-sun), que está en el espectro autista pero que tendrá un papel clave para descubrir la verdad detrás de por qué su madre Hwa-ja (Bae Jong-ok) es acusada de asesinato.
En abril del mismo año, se confirmó que se uniría al elenco de la serie Un héroe débil', donde da vida a Oh Beom-seok, el mejor amigo de Yeon Si-eun y Ahn Su-ho.

## Filmografía

### Series de televisión
| Año     | Título                                    | Personaje               | Notas                     | Ref.                 |
| ------- | ----------------------------------------- | ----------------------- | ------------------------- | -------------------- |
| 2017    | Queen of Mystery                          | Agresor                 |                           |                      |
| 2017    | School 2017                               | Won Byung-goo           |                           |                      |
| 2017    | Brain, Your Choice of Romance             | Tae Woo                 | 10 episodios - Serie web  |                      |
| 2017    | While You Were Sleeping                   | Wook Hyeon              |                           |                      |
| 2017    | Just Between Lovers                       | Choi Sung-jae           |                           |                      |
| 2017-18 | Jugglers                                  | Jwa Tae-yi              |                           | [ 7 ]                |
| 2018    | Live                                      | Yoo Man-yong            | 3 episodios               |                      |
| 2018    | Life on Mars                              | Oh Young-soo (de joven) | 2 episodios               |                      |
| 2019    | My Lawyer, Mr. Jo 2: Crime and Punishment | Baek Seung-hoon         |                           |                      |
| 2019    | Hotel Del Luna                            | Panadero                | Ep. 4                     |                      |
| 2021    | D.P.                                      | Ryu Yi-kang             |                           |                      |
| 2021    | Lovers of the Red Sky                     | Choi Jung               |                           |                      |
| 2021    | The Effect of a Finger Flick on a Breakup | Goo Won-bin             | Drama Special, 1 episodio | [ 8 ]                |
| 2022    | Concrete Market                           | Tae-jin                 |                           | [ 9 ]                |
| 2022    | Un héroe débil                            | Oh Beom-seok            | Serie web                 | [ 10 ] [ 11 ] [ 12 ] |
| 2023    | The Devil                                 | Lee Hong-sae            | 12 episodios              | [ 13 ]               |

### Películas
| Año  | Título            | Personaje       | Notas                                                                                      | Ref.          |
| ---- | ----------------- | --------------- | ------------------------------------------------------------------------------------------ | ------------- |
| 2012 | The Ugly Duckling | Oficial Militar | junto a Oh Dal-su, Kim Sung-ryung, Song Yool-kyu, Chun Min-hee y Kim Jung-woo              |               |
| 2020 | Innocence         | Jung Soo        | junto a Shin Hye-sun, Bae Jong-ok, Heo Joon-ho, Tae Hang-ho, Park Chul-min y Ko Chang-seok | [ 14 ]        |
| 2024 | Troll Factory     | Paeptaek        | junto a Son Seok-koo, Kim Sung-cheol y Kim Dong-hwi                                        | [ 15 ] [ 16 ] |

### Anuncios
| Año  | Título                       | Notas |
| ---- | ---------------------------- | ----- |
| 2012 | 스니커즈 초콜릿 (시스타 편)  |       |
| 2015 | 다음 카카오톡 아름다운 가게  |       |
| 2016 | 빙그레 바나나 우유 (선배편)  |       |
| 2016 | LG U+ IOT 특별한 팻 (새우편) |       |
| 2016 | LG V20 (바이럴)              |       |
| 2017 | 맥심 모카골드                |       |

## Premios y nominaciones
| Año  | Premio                      | Categoría                                                            | Trabajo                                   | Resultado | Ref.                               |
| ---- | --------------------------- | -------------------------------------------------------------------- | ----------------------------------------- | --------- | ---------------------------------- |
| 2020 | 41st Blue Dragon Film Award | Mejor actor revelación                                               | Innocence                                 | Nominado  | [ 17 ]                             |
| 2021 | 57th Baeksang Arts Award    | Mejor actor revelación                                               | Innocence                                 | Ganador   | [ 18 ] [ 19 ] [ 20 ] [ 21 ] [ 22 ] |
| 2021 | 26th Chunsa Film Art Award  | Mejor actor revelación                                               | Innocence                                 | Nominado  |                                    |
| 2021 | KBS Drama Award             | Mejor actor revelación                                               | The Effect of a Finger Flick on a Breakup | Nominado  |                                    |
| 2022 | Wildflower Film Awards      | Mejor actor revelación                                               | A Distant Place                           | Nominado  | [ 23 ]                             |
| 2023 | SBS Drama Awards            | Premio a la excelencia, Actor en miniserie de género/drama de acción | Revenant                                  | Ganador   | [ 24 ]                             |